# Mercur (zeu)

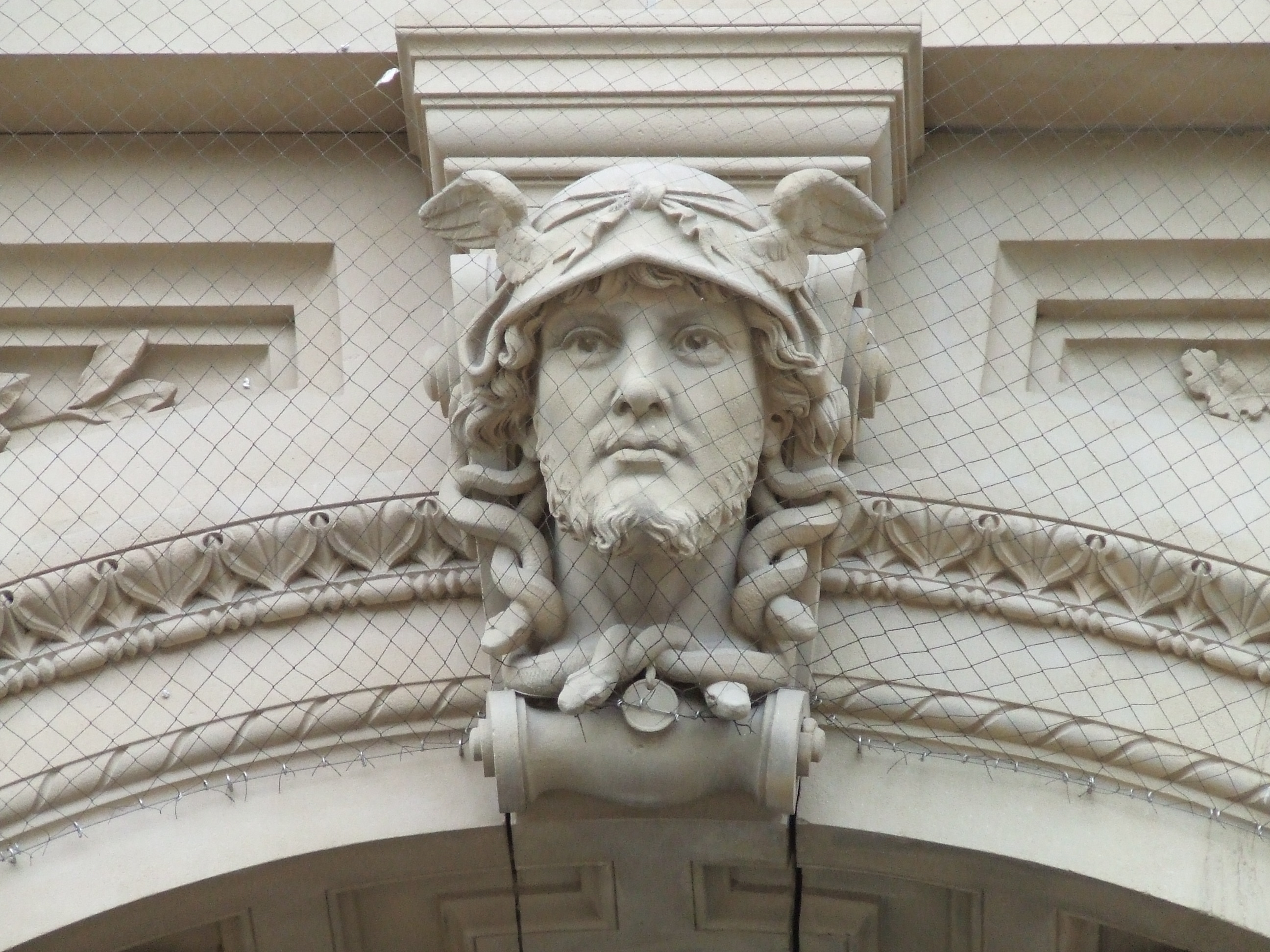
Zeul Mercur (basorelief) - Gara Centrală din Mainz (Germania)

Mercurius (sau Mercur) este un zeu în mitologia romană. Corespondentul său din mitologia greacă este Hermes (ambii mesageri/soli ai zeilor).
Primul său templu la Roma (pe colina Aventin) a fost clădit în anul 495 î.C. La fel ca și Hermes, Mercur era și zeul comerțului/negustorilor.
În Imperiul Roman Mercur era în provinciile celților și germanilor un zeu adorat, probabil prin identificarea lui cu un zeu autohton cu un nume asemănător, dovadă fiind diferitele nume acordate zeului.
După numele Mercur a fost denumită ziua a treia a săptămânii Mercurii (miercuri).
Carateristicile zeului: toiag, coif și încălțăminte cu aripi.